# Integraltafel

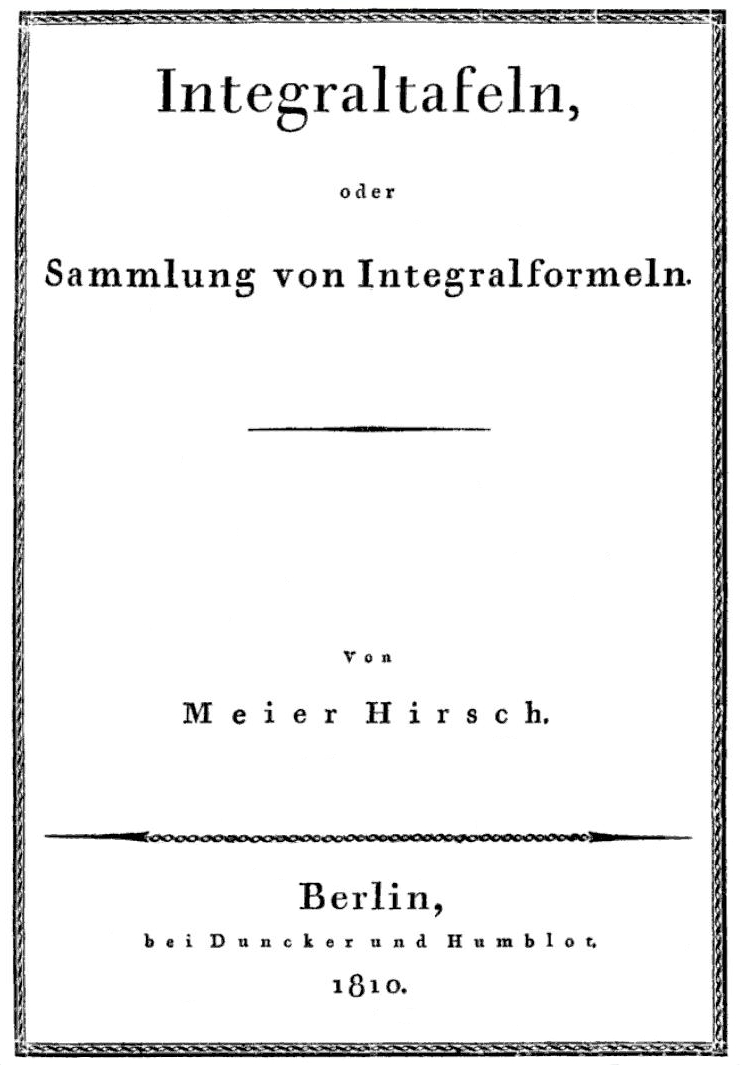
Integraltafel von
Meier Hirsch, 1810

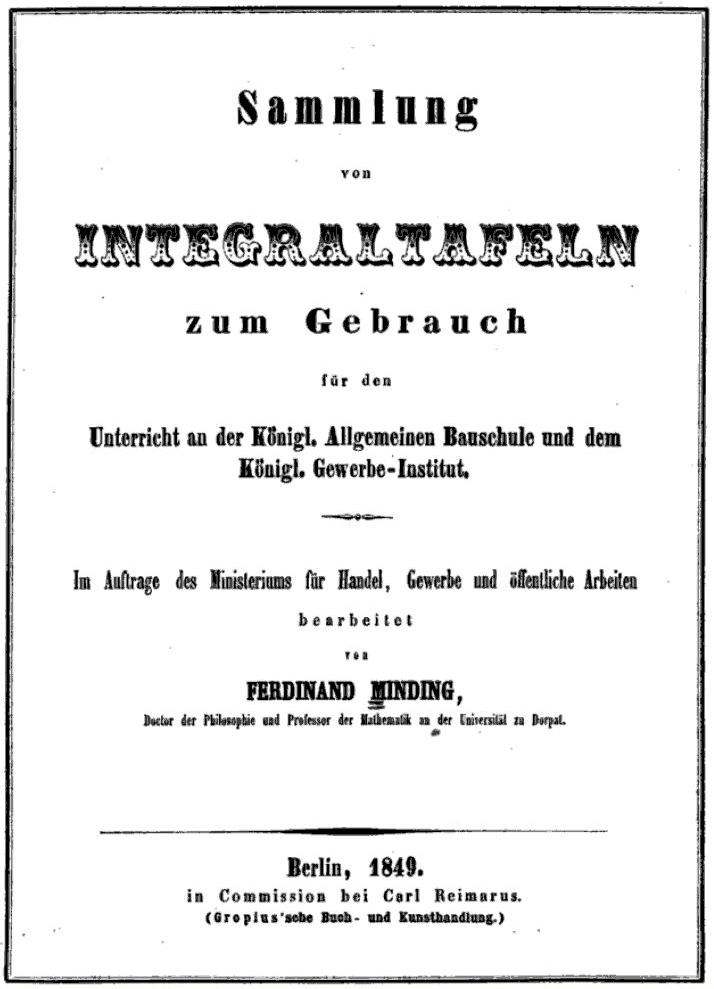
Integraltafel von
Ferdinand Minding, 1849

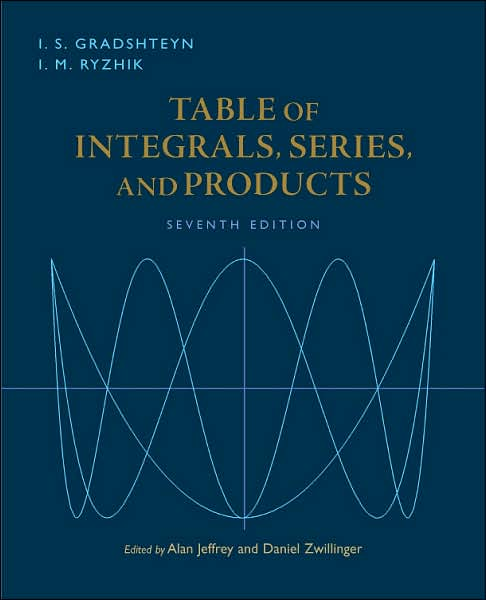
Gradshteyn-Ryzhik
7. Aufl. 2007

Eine Integraltafel ist ein Druckwerk oder eine Datei, in der die Integrale von zahlreichen Funktionen, in der Regel von Funktionen einer Veränderlichen, tabellarisch zusammengestellt sind. Die Bedeutung dieser Zusammenstellung liegt darin, dass es zur Bestimmung von Integralen kein Standardverfahren oder Algorithmus gibt und diese im konkreten Fall äußerst schwierig sein kann. Integraltafeln werden also immer dann gebraucht, wenn eine exakte Auswertung eines Integrals in geschlossener Form benötigt wird, zum Beispiel, wenn eine numerische Berechnung des Integrals nicht weiterführt.
Inzwischen stellt die Computeralgebra allerdings sehr wirkungsvolle Rechenprogramme bereit, mit denen viele (aber niemals alle) Integrale auch symbolisch in geschlossener Form mit Hilfe elementarer und spezieller Funktionen berechnet werden können.
Das besondere an einer Integraltafel gegenüber einer Berechnung mittels Computeralgebra liegt in ihrer Eigenschaft als Nachschlagewerk. Eine Integraltafel leistet mehr, da sie auch in umgekehrter Richtung gelesen werden kann: es lassen sich so Integraldarstellungen von Funktionen oder mathematischen Konstanten finden.
In der Regel gliedert sich eine Integraltafel in zwei Teile:
- Eine Liste von unbestimmten Integralen, also von Stammfunktionen. Um möglichst viele Funktionen zu erfassen, werden Parameter verwendet. In einigen Fällen ergeben sich verschiedene Stammfunktionen, die sich natürlich nur um eine additive Konstante unterscheiden:

{\displaystyle \int \sin x\cdot \cos x\,\mathrm {d} x={\tfrac {1}{2}}\sin ^{2}x+c_{1}=-{\tfrac {1}{2}}\cos ^{2}x+c_{2}}
Dies ist aber durchaus nicht immer leicht erkennbar.
- Eine Liste von bestimmten Integralen. Diese umfasst vor allem Fälle, wo sich ein unbestimmtes Integral nicht in geschlossener Form angeben lässt. Für gewisse wichtige bzw. spezielle Integrationsgrenzen (häufig {\displaystyle 0,1,\pi ,e,} Vielfache dieser, oder {\displaystyle -\infty ,\infty }) lässt sich gleichwohl der exakte Wert des Integrals bestimmen, und dieser wird hier aufgelistet. Auch hier werden Parameter verwendet, um so möglichst viele Integrale zu erfassen. In der Auswertung der Integrale treten daher neben mathematischen Konstanten auch spezielle Funktionen auf.

Problematisch sind die Klassifizierung und Anordnung der Integrale. Bei der Suche muss berücksichtigt werden, dass sich eine konkrete Funktion möglicherweise in verschiedene Gruppen einordnen lässt. Weiter muss beachtet werden, dass häufig die Integrale zweier ähnlicher Ausgangsfunktionen überhaupt keine Verwandtschaft mehr haben und unerwartet spezielle Funktionen in der Auswertung auftreten, da die Integration zu einer Erweiterung vorgegebener Funktionsklassen führt.
In vielen Fällen sind zusätzlich noch Tafeln von endlichen und unendlichen Reihen enthalten.
Die Erstellung von Tafeln bestimmter Integrale ist weitaus schwieriger als die von unbestimmten Integralen (sowohl von der Berechnung als auch von der Klassifizierung und Anordnung). Daher enthalten viele Integraltafeln nur eine kleine Auswahl an bestimmten Integralen. Für letztere gibt es jedoch sehr umfangreiche Spezialtafeln, die durch sehr weit gestreute Zeitschriftenartikel ergänzt wurden und werden. Es gab immer wieder Bestrebungen, diese in noch umfangreicheren Werken zusammenzuführen und durch Quellenangaben und Beweise zu ergänzen. Hierzu schreiben George Boros und Victor Moll im Vorwort von Irresistible Integrals:

“It took a short time to realize that this task was monumental.”

„Es dauerte nur kurze Zeit, um zu erkennen, dass diese Aufgabe einen enormen Aufwand bedeutete.“

Eine gewisse Alternative zu Integraltafeln bietet die Computeralgebra.
Alexander Apelblat bemerkte hierzu 1982 in seinem Vorwort:

“As yet, the necessity for rapid and convenient evaluation of integrals has not been eliminated by computers.”

„Bis jetzt wurde die Notwendigkeit der schnellen und einfachen Auswertung von Integralen nicht von Computern beseitigt.“

Inzwischen können leistungsfähige Computeralgebra-Systeme wie Mathematica oder Maple gegenüber den klassischen gedruckten Tafeln zwar mehr und vor allem komplizierter gebaute Funktionen integrieren, jedoch längst nicht alle der bislang tabellierten. Insbesondere sehr spezielle bestimmte und uneigentliche Integrale bereiten Schwierigkeiten oder werden falsch berechnet.

## Geschichte
Obwohl bereits Leibniz, die Brüder Jakob I und Johann I Bernoulli und Euler viele Integrale berechnet haben und diese auch in ihren Arbeiten veröffentlicht haben, treten eigenständige Integraltafeln erst mit Beginn des 19. Jahrhunderts auf:
- 1810: Meier Hirsch: Integraltafeln, oder Sammlung von Integralformeln. Duncker & Humblot, Berlin. (303 S.)
- 1849: Ferdinand Minding: Sammlung von Integraltafeln zum Gebrauch für den Unterricht an der Königl. Allgemeinen Bauschule und dem Königl. Gewerbe-Institut. Reimarus, Berlin. (186 S.)
- 1943: Gradshteyn-Ryzhik: Table of Integrals, Series and Products. 8. Aufl. 2014. (1171 S.)
- 1944: Wolfgang Gröbner, Nikolaus Hofreiter: Integraltafel I: Unbestimmte Integrale, II: Bestimmte Integrale, Springer-Verlag, 5. Aufl., Band 1: 1975 (166 S.), Band 2: 1973 (204 S.)
- 1981: A.P. Prudnikov, Yuri A. Brychkov, O.I. Marichev: Integrals and series (5 Bände). 2. Aufl. Moskau 2003. (Band 1: 631 S.)
- 1982: Alexander Apelblat: Table of definite and infinite integrals, Elsevier, 1983. (457 S.)
- 1996: Alexander Apelblat: Sammlung bestimmter, unendlicher und unbestimmter Integrale und unendlicher Reihen, Harri Deutsch, 1996. (286 S., ist Ergänzungsband zu 1983)

Hirsch enthält bis auf sehr vereinzelte Ausnahmen nur unbestimmte Integrale, Minding schon 24 Seiten mit bestimmten Integralen.